# Jaklin Çarkçı
Jaklin Çarkçı (Istanbul, 1958?) és una cantant d'òpera mezzosoprano turca.
Va iniciar la seva carrera el 1988 (a 30 anys) com a Azucena a Il trovatore quan encara era alumna del Conservatori de la Universitat d'Istanbul, i del qual es va graduar el 1990. Va guanyar el primer premi al Concurs de Lírica Internacional Umberto Giordano el 2005 a Foggia, Italia.
Pertanyent a la comunitat armenià de Turquia, Çarkçı afirma que no és només un músic, sinó que també es veu com un bon exemple d'una dona turca contemporània. En les seves pròpies paraules: "Sóc la dona secular de la Turquia d'Atatürk (Atatürk Türkiye'sinin laik kadınıyım").
Tant el seu pare Jirayr Çarkçı, que va perdre als 12 anys, com la seva filla Sirel Yakupoğlu, soprano, també són artistes d'òpera.